# Kazimierz Sowa (duchowny)
Kazimierz Sowa (ur. 31 lipca 1965 w Libiążu) – polski duchowny rzymskokatolicki, dziennikarz, publicysta, były dyrektor Religia.tv. Starszy brat polityka Marka Sowy.

## Życiorys
Święcenia kapłańskie przyjął 19 maja 1990. Absolwent Papieskiej Akademii Teologicznej w Krakowie (1990), podyplomowych studiów na kierunku dziennikarstwo na Uniwersytecie Warszawskim (1996) oraz zarządzania w Wyższej Szkole Biznesu National Louis University w Nowym Sączu (2001). Rezydent parafii rzymskokatolickiej św. Aleksandra w Warszawie.
Od 1990 związany z mediami. Współpracuje jako publicysta z tytułami prasowymi: Tygodnikiem Powszechnym, Gazetą Wyborczą, Życiem Warszawy, Wprost i Newsweekiem Polska. Dawniej publikował także na łamach „Gościa Niedzielnego” i „Rzeczpospolitej”.
W latach 1995–2005 dziennikarz Radia Plus. W latach 2001–2005 prezes ogólnopolskiej sieci rozgłośni radiowych Radia Plus. W czasie jego prezesowania doszło do kryzysu w sieci, przez co odeszło kilka rozgłośni. W latach 2007–2015 dyrektor telewizji Religia.tv.  Na antenie tej stacji prowadził wraz z Ryszardem Petru i Maciejem Ziębą OP program pt. Moralność i etyka czasów kryzysu.
Występuje w programach publicystycznych stacji TVN i TVN24, zwłaszcza w Drugim śniadaniu mistrzów i Tak jest. Od 2015 do 2017 prowadził na antenie TVN24 BIS program Piąta strona świata. Od czerwca 2019 roku prowadzi w Travel Channel program pt. Święte miejsca.
W 2017 po opublikowaniu przez TVP Info nagrań z rozmów w restauracji „Sowa i Przyjaciele”, w których uczestniczył także ks. Sowa, arcybiskup Marek Jędraszewski nakazał powrócić mu na teren macierzystej archidiecezji krakowskiej i skierował go do pomocy duszpasterskiej w kościele św. Floriana w Krakowie. Zgodnie z decyzją metropolity krakowskiego duchowny mógł w uzgodnieniu z kardynałem Kazimierzem Nyczem podejmować także działania na terenie archidiecezji warszawskiej.
Od 2013 do 2016 członek rady nadzorczej spółki akcyjnej Krakchemia. 
Do 2021 pozostawał inkardynowany do archidiecezji krakowskiej będąc rezydentem parafii rzymskokatolickiej Wszystkich Świętych w Krakowie.
W 2021 na własną prośbę został inkardynowany do archidiecezji warszawskiej, zostając rezydentem Parafii św. Aleksandra w Warszawie. Pełni także funkcję duszpasterza Środowisk Twórczych w tej archidiecezji.

## Nagrody i wyróżnienia
- 2009 – Nagroda „Ślad” im. biskupa Jana Chrapka za stworzenie kanału Religia.tv[13]
- 2010 – Nagroda Narodowego Banku Polskiego im. Władysława Grabskiego za program Własność to wartość emitowany na antenie Religia.tv

## Publikacje książkowe
- Moje syberyjskie podróże, Świat Książki
- Słownik języka boskiego. Gwiazdy o ważnych sprawach, Wydawnictwo M
- Szaleńcy Pana Boga, Świat Książki